# Wilhelm Schäffer (Politiker, 1861)
Wilhelm Schäffer (* 3. Februar 1861 in Böhne; † 2. Mai 1917 in Albertshausen) war ein deutscher Landwirt und Politiker.
Schäffer war der Sohn des Landwirts Christian Schäffer (1827–1898), den Sohn von Johannes Schäffer und dessen Ehefrau Elisabeth, geborene Schmalz (1828–1916). Er heiratete am 7. Juli 1888 in Albertshausen die Witwe Christiane Wagener, geborene Balz (1853–1919). Schäffer war Landwirt in Albertshausen.
1914 bis 1917 war er Abgeordneter im Landtag des Fürstentums Waldeck-Pyrmont. Er wurde im Wahlkreis Kreis der Eder gewählt.